# Argo (oceanografia)

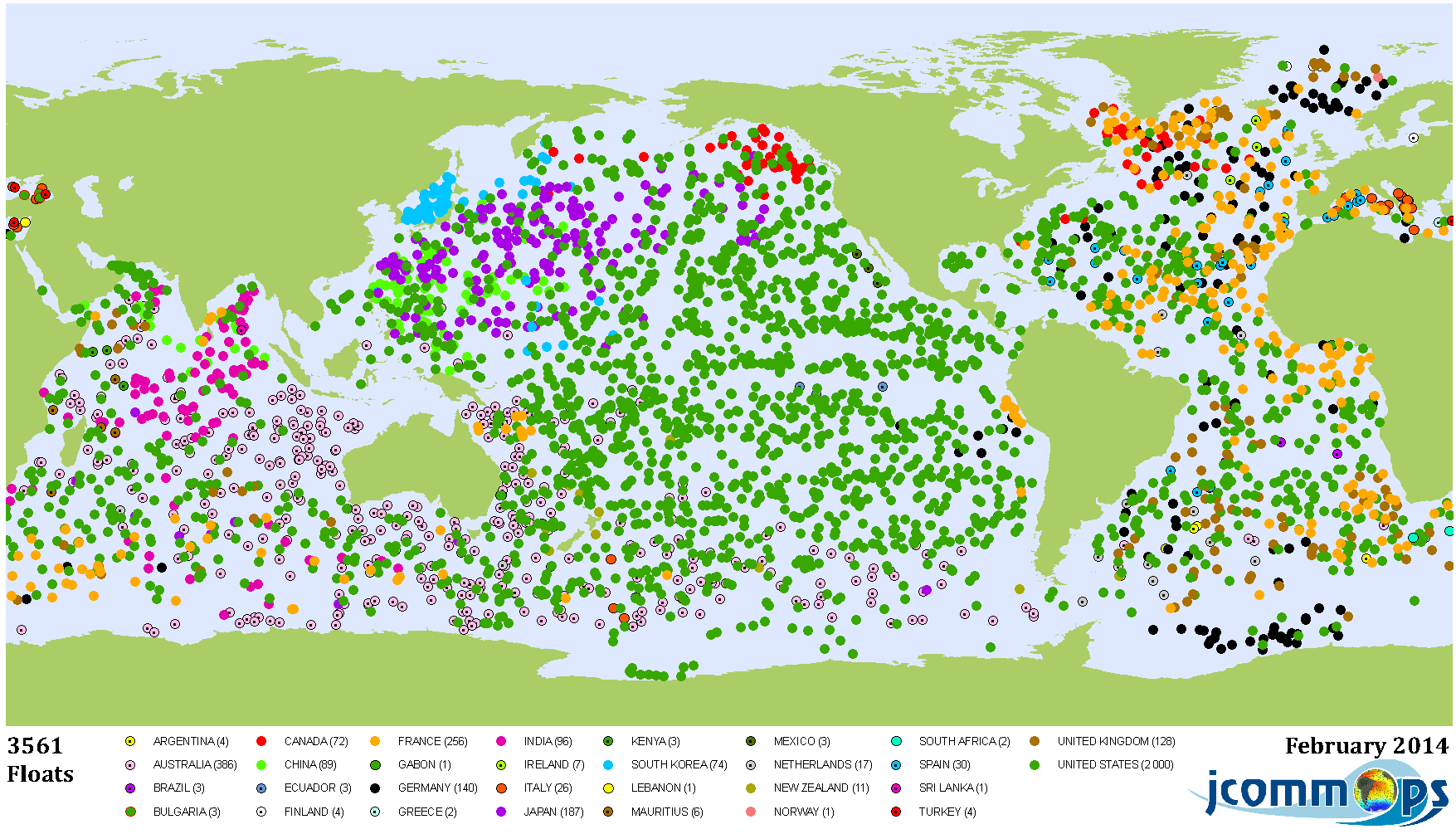
Mapa da distribuição das sondas em Fevereiro de 2014.

Argo, é a nomenclatura de um sistema de observação dos oceanos da Terra que disponibiliza dados em tempo real sobre pesquisas em: clima, tempo, oceanografia, e pesca.
O sistema argo consiste de um enorme conjunto de pequenas sondas robóticas que ficam espalhadas nos oceanos ao redor do Mundo. Essas sondas ficam posicionadas e submersas a profundidades de até 2 km. Uma vez a cada 10 dias, essas sondas emergem, medindo a condutividade, temperatura e outras características até a superfície. A partir disso, a densidade e a salinidade podem ser calculadas. Os dados são transmitidos aos cientistas nos laboratórios via satélite. Os dados coletados estão disponíveis livremente para todos, sem restrições. O projeto inicial era de posicionar 3.000 sondas, o que foi atingido em Novembro de 2007.

## Operação

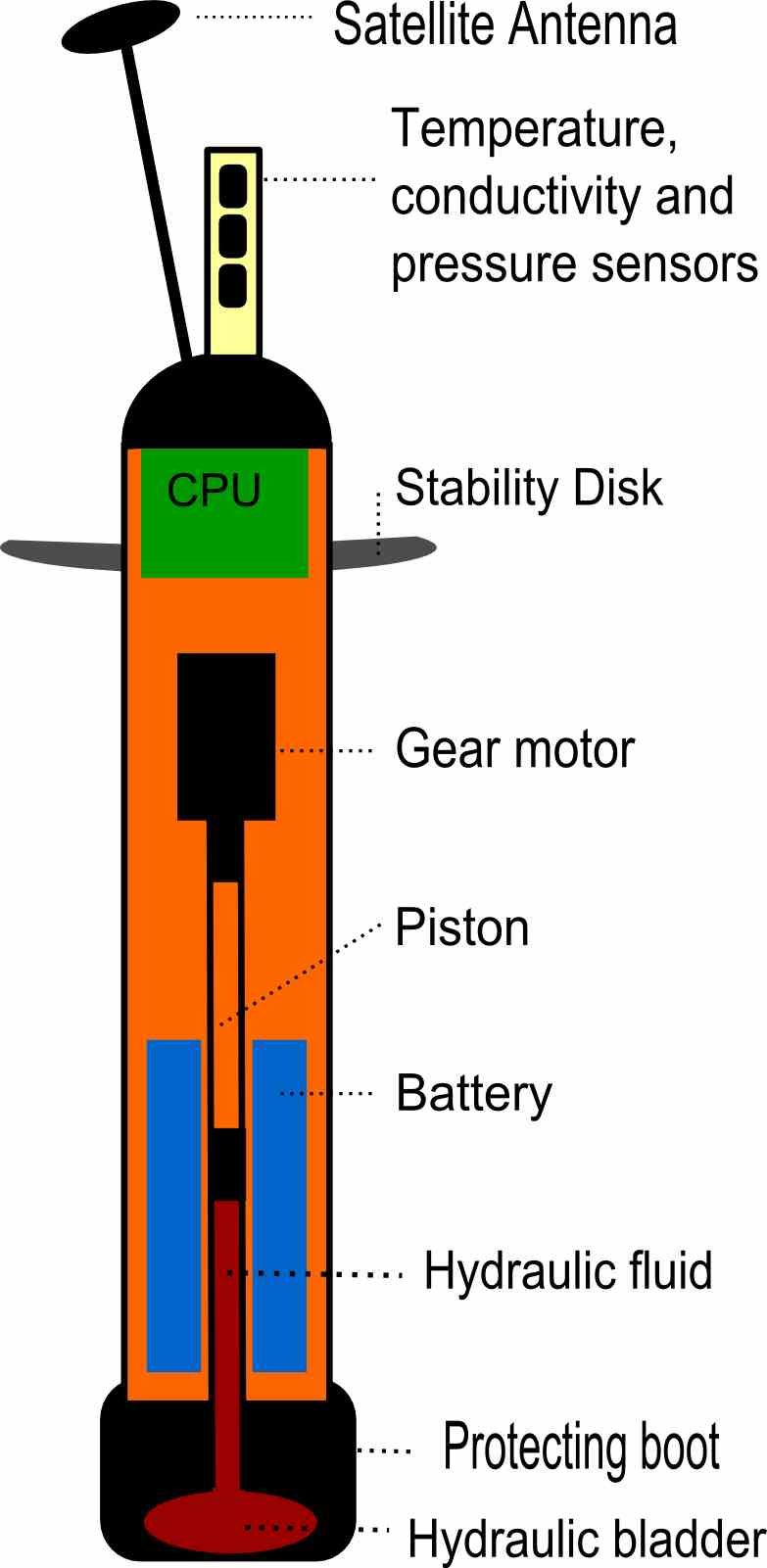
Uma sonda do sistema Argo. O seu comprimento é de cerca de 2 m.

O programa Argo foi planejado para complementar medições da altura da superfície dos oceanos feitas por satélites.
O projeto foi batizado em homenagem ao navio Argo da mitologia grega, o qual Jasão e os Argonautas usaram na sua busca pelo velo de ouro. O nome também foi escolhido para enfatizar a relação complementar com o satélite de altimetria Jason 1 (Jasão).
Apesar de algumas sondas terem sido posicionadas durante o World Ocean Circulation Experiment nos anos 90, as sondas do sistema Argo começaram a ser posicionadas no final dos anos 2000. O número de 3.000 sondas pretendido, foi atingido entre 2006 e 2007. Esse número está mudando continuamente, pois sondas são perdidas ou simplesmente completam a sua vida útil, enquanto novas sondas são posicionadas. Como padrão, cerca de 750 novas sondas são posicionadas a cada ano para manter o sistema funcionando. A separação entre elas é de aproximadamente 350 km, no entanto isso varia de acordo com as características de flutuabilidade tanto da sonda quanto da localização da mesma.
As medições de temperatura e salinidade do sistema Argo estão gerando informações valiosas sobre as propriedades dos oceanos em larga escala, incluindo variações dessas propriedades ao longo da escala do tempo, tanto em relação às estações do ano quanto em relação a décadas.

## A sonda
As sondas do sistema Argo, são na verdade planadores subaquáticos, pois precisam ter a capacidade flutuar, submergir e emergir nos oceanos numa periodicidade pré estabelecida. Nesse caso, as sondas fazem isso, alterando a sua própria densidade. A densidade de qualquer objeto, é obtida dividindo a sua massa pelo seu volume. As sondas Argo, mantem sua massa constante, mas alteram o seu volume, usando pistões hidráulicos para injetar óleo mineral numa bolsa de borracha na base da sonda, que menos densas, sobem. Quando o período na superfície está completo, os pistões sugam o óleo e a sonda desce novamente.
Desenhos mais antigos, usavam ar comprimido para alterar as características de flutuabilidade das sondas.
Um numero crescente de sondas, levam outros tipos de sensores, para medir a quantidade de oxigênio na água por exemplo.
A antena para comunicação com satélites é montada na parte superior da sonda. Uma vez na superfície, a sonda é basicamente um boia, permitindo à antena se destacar na superfície para fins de comunicação. Os oceanos são salinos, portanto, condutores de eletricidade, tornando radio comunicação submersa bastante difícil.
A vida útil padrão de uma sonda do sistema Argo é de cinco anos. Depois que as baterias se esgotam, as sondas são liberadas para afundar ou mais raramente, flutuar até as praias.